# VHDL

一个有符号的加法器的VHDL源代码。

VHDL，全称超高速集成电路硬件描述语言（英語：VHSIC very high-speed hardware description language），在基于複雜可程式邏輯裝置、现场可编程逻辑门阵列和特殊應用積體電路的数字系统设计中有着广泛的应用。
VHDL语言诞生于1983年，1987年被美国国防部和IEEE确定为标准的硬件描述语言。自从IEEE发布了VHDL的第一个标准版本IEEE 1076-1987后，各大EDA公司都先后推出了自己支援VHDL的EDA工具。VHDL在电子设计行业得到了广泛的认同。此后IEEE又先后发布了IEEE 1076-1993和IEEE 1076-2000版本。

## 程式語言
注：VHDL不区分大小写；
```
library
 
ieee
;
--库声明，声明工程中用到的库，这里声明的是IEEE库

use
 
ieee.std_logic_1164.
all
;
--包声明，声明工程中用到的包，这里声明的是IEEE的STD_LOGIC_1164包

```

### 單體（entity）
它負責宣告一個硬體的外部輸入與輸出，一個簡單的範例（尖括號内為必填，方括號内為可選）：
```
 
entity
 
<
實體名稱
>
 
is

  
port
(

         
a
 
:
 
IN
 
STD_LOGIC
;

         
b
 
:
 
OUT
 
STD_LOGIC

      
);

 
end
 
[實體名稱]
;

```

### 架構（architecture）
它負責實現內部的硬體電路。
```
architecture
 
<
架構名稱
>
 
of
 
<
實體名稱
>
 
is

begin

  
--此處可編寫架構內部操作

end
 
[架構名稱]
;

```

### 組態（configuration）
配置用来描述各种层与层的连接关系以及实体与结构体之间的关系，此处不赘述
VHDL编写触发器简例：
```
library
 
ieee
;
                 	
--库声明

use
 
ieee.std_logic_1164.
all
;
  	
--包声明

entity
 
test
 
is
                 	
--实体定义

  
port
(

       
d
     
:
 
in
   
std_logic
;

       
clk
   
:
 
in
   
std_logic
;

       
q
     
:
 
out
  
std_logic
);

end
 
test
;

architecture
 
trigger
 
of
 
test
 
is
	
--结构体定义

  
signal
 
q_temp
:
std_logic
;

begin

  
q
<=
q_temp
;

  
process
(
clk
)

  
begin

    
if
 
clk
'event
 
and
 
clk
=
'1'
 
then

      
q_temp
<=
d
;

    
end
 
if
;

  
end
 
process
;

end
 
trigger
;

configuration
 
d_trigger
 
of
 
test
 
is
--配置，将结构体配置给实体，配置名为d_trigger

  
for
 
trigger

  
end
 
for
;

end
 
d_trigger
;

```